# Сулејман Демирел
Сами Сулејман Гиндогду Демирел (тур. Sami Süleyman Gündoğdu Demirel; Исламкој, 1. новембар 1924 — Истанбул, 17. јун 2015) био је грађевински инжењер и турски политичар, који је седам пута обављао функцију премијера и био 9. председник Турске.

## Биографија
Рођен је у месту Исламкој, вилајет Испарта. Након завршетка основне школе у родном месту, иде на даље образовање и напослетку дипломирао инжењеринг на Техничком универзитету у Истанбулу. Као врло млад и способан, био је на усавршавању у САД, а касније је у струци радио на многим високим положајима.
Већ са 30 година био је генерални директор Државног одела за бране. Надгледао је градњу многих брана, електрана, и постројења за наводњавање.
Преминуо је, у деведесетој години живота, од срчаног удара и инфекције респираторног тракта.
Био је венчан са супругом Назмије од 1948. године па до њене смрти, 2013. године. Нису имали деце.

Имао је неколико надимака - Баба (Отац) и Чобан Сулу (Пастир Сулејман).

## Политичка каријера
У политику је ушао веома рано. Прво је припадао Странци права (Адалет Партиси). У тој организацији се истакнуо, па је на другој великој страначкој конвенцији био изабран за председника странке. Имао је само 40 година. Наводно је његов избор за предсједника АП-а жестоко подупирао Џемал Гурсел, 4. председник Турске.
Када је 27. маја 1960. извршен пуч, Џемал је био изабран за шефа државе, а Сулејману је поверен посао састављања владе. Створио је коалициону владу, али је на изборима 1965. његова странка створила већинску владу јер је била једини победник избора. Сулејман је био премијер седам пута, све до 12. септембра 1980. године, када се десио војни пуч којег је предводио генерал Кенан Еврен. Уследило је раздобље диктатуре и репресије.
Кључни политички актери током Евренове владавине су Сулејман који је десно оријентисан и Булент Еџевит, левичарски вођа.
Након пуча 1980, Демирелу је 10 година било забрањено учешће у активној политици. Но, он се није помирио с том одлуком и 1987. одржан је референдум којим се он вратио у политику и противио се Евреновој диктатури.
Како се Странка права угасила, основана је Странка правог пута (Данас Демократска странка), чији је Сулејман био први вођа, од 1983. до 1993. године.
Када је председник Тургут Озал изненада умро 1993, Велика народна скупштина Турске изабрала га за новог председника. Заклетву је положио 16. маја 1993, а мандат му је завршио на исти датум седам година касније. након тога се повукао из политике и посветио држању предавања на неколико универзитета у Турској.